# 674 (szám)
A 674 (római számmal: DCLXXIV) egy természetes szám, félprím, a 2 és a 337 szorzata.

## A szám a matematikában
A tízes számrendszerbeli 674-es a kettes számrendszerben 1010100010, a nyolcas számrendszerben 1242, a tizenhatos számrendszerben 2A2 alakban írható fel.
A 674 páros szám, összetett szám, azon belül félprím, kanonikus alakban a 21 · 3371 szorzattal, normálalakban a 6,74 · 102 szorzattal írható fel. Négy osztója van a természetes számok halmazán, ezek növekvő sorrendben: 1, 2, 337 és 674.
A 674 négyzete 454 276, köbe 306 182 024, négyzetgyöke 25,96151, köbgyöke 8,76772, reciproka 0,0014837. A 674 egység sugarú kör kerülete 4234,86690 egység, területe 1 427 150,144 területegység; a 674 egység sugarú gömb térfogata 1 282 532 263,0 térfogategység.